# Brevitrichia powelli
Brevitrichia powelli är en tvåvingeart som beskrevs av Kelsey 1974. Brevitrichia powelli ingår i släktet Brevitrichia och familjen fönsterflugor.
Artens utbredningsområde är Kalifornien. Inga underarter finns listade i Catalogue of Life.